# 村上卓哉
村上 卓哉（むらかみ たくや、1970年（昭和45年）10月19日 - ）は、日本の政治家。福岡県田川市長（1期）。元田川市議会議員（2期）。田川郡東部環境衛生施設組合副組合長。

## 来歴
福岡県田川市出身。福岡県立田川高等学校、1995年（平成7年）福岡大学経済学部経済学科卒業。田川信用金庫職員、安田火災海上保険株式会社（現・損害保険ジャパン）社員、同保険代理店、保護司などをつとめた
2015年（平成27年）の田川市議会選挙（第18回統一地方選挙）で田川市議会議員に初当選。2019年（平成31年）に再選。
2023年（令和5年）4月23日に行われた田川市長選挙に立候補し、自由民主党・公明党の推薦を得た現職の二場公人を破って初当選した。市長とともに田川郡東部環境衛生施設組合議会の副理事長に就任し、「（仮称）大任町ごみ処理施設」の建設費に関する非公開の文書も含めて開示を要求していくと述べた。
※当日有権者数：37,341人 最終投票率：63.85%（前回比：3.3pts）
| 候補者名 | 年齢 | 所属党派 | 新旧別 | 得票数   | 得票率 | 推薦・支持                 |
| -------- | ---- | -------- | ------ | -------- | ------ | -------------------------- |
| 村上卓哉 | 52   | 無所属   | 新     | 13,172票 | 57.55% |                            |
| 二場公人 | 66   | 無所属   | 現     | 9,715票  | 42.45% | （推薦）自由民主党・公明党 |

## 人物

### 田川市議会議員として
田川市と田川郡などの8市町村は、し尿処理施設やごみ処理施設、最終処分場の建設・運営を田川郡東部環境衛生施設組合に委託している。この組合の理事長には、永原譲二（大任町町長）が2021年（令和4年）4月に就任したが、副理事長である他の7市町村の市町村長で、田川市市長の二場は永原の義弟である。各市町村は人口などに応じて負担金を組合に支払っており、2022年（令和4年）2月18日、各市町で行っていたごみ処理を一括して行うために、総工費約400億円の「（仮称）大任町ごみ処理施設」の起工式が施設の受け入れを表明した大任町で行われた。しかし、当初は300億円だった総工費が394億円に高騰した上に、永原や大任町は7市町村や組合の議員である村上ら組合の議員への情報公開を充分に行わなかった。
2022年4月、村上を含む田川市議3人が情報公開をテーマにしたオンブズマンの勉強会に出席し、300億円だった事業費が394億円に膨張していることに言及した。これに対して、永原や二場を含む田川地区広域環境衛生施設組合の組合長と副組合長は連名で、3人に文書での謝罪を求める抗議文を7月に送付した。これに対し、村上ら3人は福岡県庁で記者会見を行い、表現の自由や知る権利の侵害、言論弾圧と組合の抗議文を批判した。RKB毎日放送（RKB）は、連名で抗議文を出した永原を含む8人に取材を申し込んだが、全員「個別具体の回答は差し控る」として取材を拒否した。
2023年3月、田川郡東部環境衛生施設組合議会の百条委員会は、組合の議員で「広域行政の情報公開に関する勉強会」をした村上ら田川市議4名に出頭を要請したが、4名は地方自治法に基づかない委員会であることを理由に出頭を拒否した。3月31日、百条委員会は4名が正当な理由なく出頭に応じなかったことを理由に、地方自治法違反で刑事告発した。これに対し村上ら4人の市議は4月4日に福岡県庁で記者会見を行い、「表現の自由を侵害する不当な告発で異常事態だ」と批判した。

### 大任町長の永原譲二と互いに告訴・告発
2023年3月、田川市が2022年12月に行われた建設費の積算根拠の公表を求める情報公開請求に対し、大任町は「事業の審議は大任町議会の役割」として公開に応じない旨を文書で回答した。この対応に抵抗した田川市議会の議員は、6月にこの文書の内容を公開するよう、村上が市長を務める田川市に情報公開請求を行った。これを知った永原は、村上に対し「嫌なら出て行って自分たちで建てなさい」と述べた。7月7日、田川市議会の議員7名が福岡県庁で記者会見し、永原が田川市長の村上に対し情報公開請求された公文書を公開しないよう強要したとして、脅迫罪や強要罪で刑事告発したと発表した。なお、永原は発言そのものを否定し、10月31日付で、村上と田川市議会の議員を「犯罪の事実がないのに告訴して名誉を傷つけた」として、永原に対する虚偽告訴と名誉毀損で福岡県警に刑事告訴した。11月8日、福岡県警察は永原を強要未遂容疑で、村上と田川市議7人を虚偽告訴と名誉毀損容疑で福岡地方検察庁に書類送検した。
2023年9月の田川市議会では日本共産党の市議が田川市に対して行った情報公開請求の過程で、市議の個人情報が大任町長である永原に漏洩した疑いについて質問したが、田川市は情報漏洩の疑いを否定した。
2025年1月9日、福岡地検は永原と村上、田川市議のいずれも「諸般の事情を総合的に考慮した」ことを理由に不起訴とした。

### 永原譲二に土下座を強要される
2024年3月28日、田川市の職員が2023年の12月までに組合の議会に提出するよう求められていた報告書類を提出していなかったことについて、永原は「田川市の課長は自分の部下にあたる」と主張し、開会中の組合の議会で突然土下座をした。その上で、村上と田川市の職員に対しても土下座を強要した。一部の組合議員からも村上の土下座を要求する声が挙がったため、村上は土下座をした。なお、組合長の部下とする永原の主張に対し、総務省市町村課は「自治体の職員は担当だとしても部下にはならない」と否定している。

### 公務出張先で女性職員と不倫
2025年2月16日、講談社のウェブサイト「現代ビジネス」が、村上が複数回にわたり、50代の部下の女性を公務出張中の深夜に、ホテルの自室に招き入れ不倫したと報じた。また、人事面における両者の密接ぶりも明かされた。村上は市長初当選から約4か月後の2023年8月、外部出向していた女性を呼び戻し、秘書広報係長のポストを与えた。さらに2024年、人事秘書課を新設し、女性を課長補佐兼秘書係長に昇進させていた。
同年2月18日、村上は臨時記者会見を開き、報道を「おおむね事実」と認め、謝罪した。女性とは不倫関係だったとし、残る任期中の報酬を30％減額する意向を示した。2月20日、市議会定例会が開会するも、複数の議員が「税金で不倫する市長の議案は審議できない」「辞任を求める市民は多く、議会が何らかの態度を示すべき」と主張。市議会は新年度当初予算案の審議入りを見送った。
同年3月6日、市議会は「市民と市政に多大な悪影響を及ぼした」として、村上への問責決議案を全会一致で可決した。同月19日には不信任決議案の採決が行われたが、賛成10、反対7で、可決に必要な出席議員の4分の3に届かず否決された。